# Krzysztof Opawski

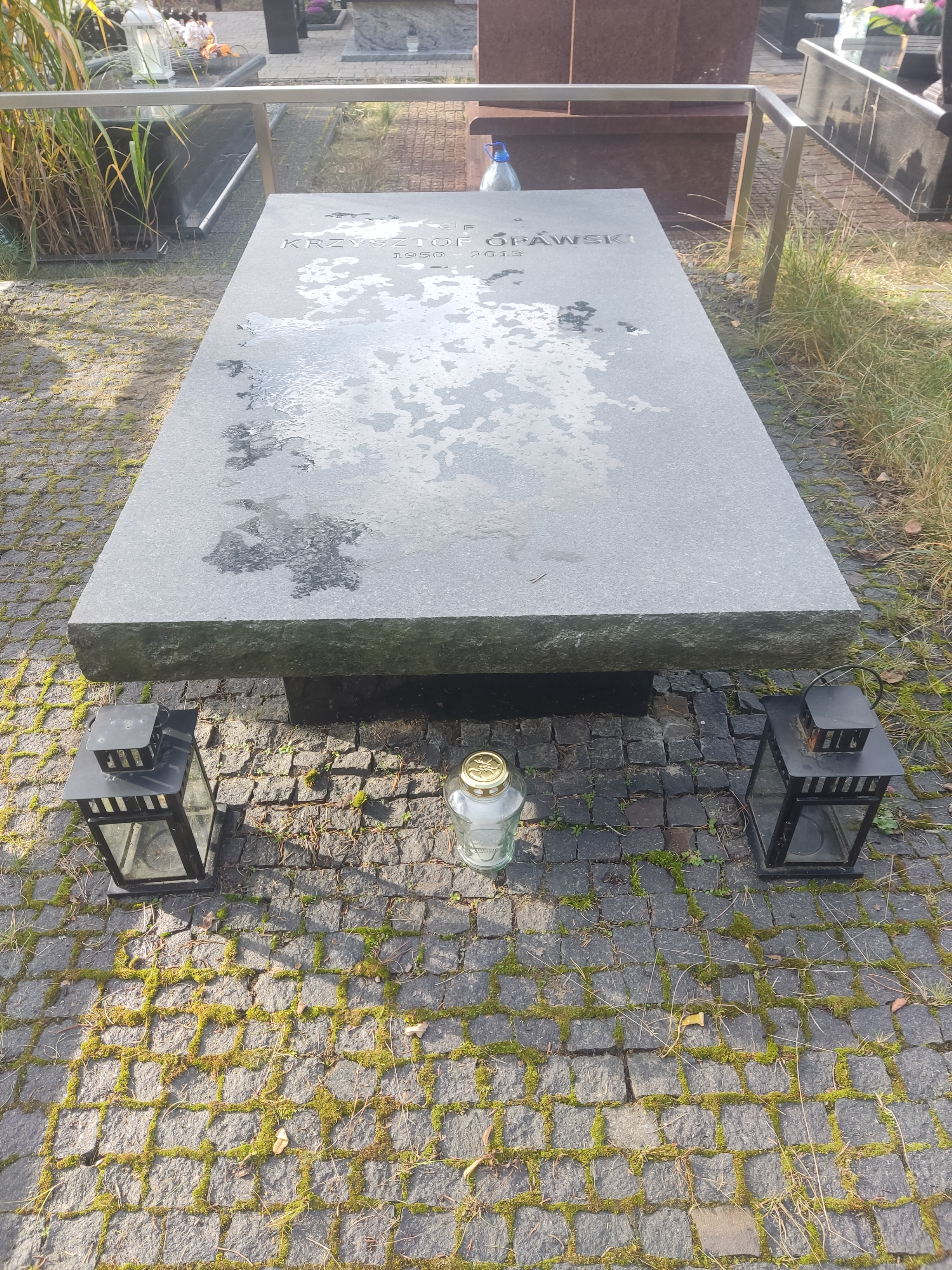
Grób Krzysztofa Opawskiego w Wierszach

Krzysztof Marek Opawski (ur. 20 sierpnia 1950 w Łodzi, zm. 27 listopada 2013 w Warszawie) – polski ekonomista, polityk, w latach 2004–2005 minister infrastruktury w pierwszym i drugim rządzie Marka Belki.

## Życiorys
Syn Zygmunta i Heleny. Absolwent Uniwersytetu Łódzkiego, na którym uzyskał następnie stopień doktora nauk ekonomicznych. Studiował także w Szwajcarii na Uniwersytecie Zuryskim. Przez osiem lat był pracownikiem Uniwersytetu Łódzkiego (1974–1982). W latach 1983–1993 pracował na stanowisku adiunkta w Instytucie Nauk Ekonomicznych Polskiej Akademii Nauk. W latach 1988–1992 pełnił również funkcję sekretarza naukowego Komitetu Nauk Ekonomicznych PAN.
W okresie 1990–1992 kierował w Krajowej Izbie Gospodarczej oraz w Krajowej Radzie Towarzystw Gospodarczych projektami na rzecz rozwoju prywatnej przedsiębiorczości w Polsce. W latach 1991–1994 był przewodniczącym rady Banku Śląskiego. Od 1994 zawodowo związany z firmą Schroders, w 1996 objął stanowisko prezesa zarządu Schroder Polska (od 2000 działającej jako Schroder Salomon Smith Barney Polska, a od 2003 jako Citigroup Global Markets Polska). W 2002 powołano go na stanowisko przewodniczącego Rady Giełdy Papierów Wartościowych w Warszawie.
2 maja 2004 objął urząd ministra infrastruktury w pierwszym i drugim rządzie Marka Belki, sprawował go do 31 października 2005. 17 grudnia 2007 został przewodniczącym rady nadzorczej Polskich Kolei Państwowych. W 2007 został partnerem w spółce prawa handlowego Saski Partners, zajmującej się doradztwem finansowym.
Odznaczony Krzyżem Kawalerskim Orderu Odrodzenia Polski (2013).
Pochowany na cmentarzu w Wierszach.